# Переслоп
Переслоп (Пересліп) — один із перевалів у Ґорґанах (Українські Карпати). Розташований в Івано-Франківській області між селом Зелена Надвірнянського району та містом Яремче.
Висота перевалу — 994 м над рівнем моря. Перевал виключно пішохідний, його схили порівняно стрімкі, заліснені.

## Цікаві факти

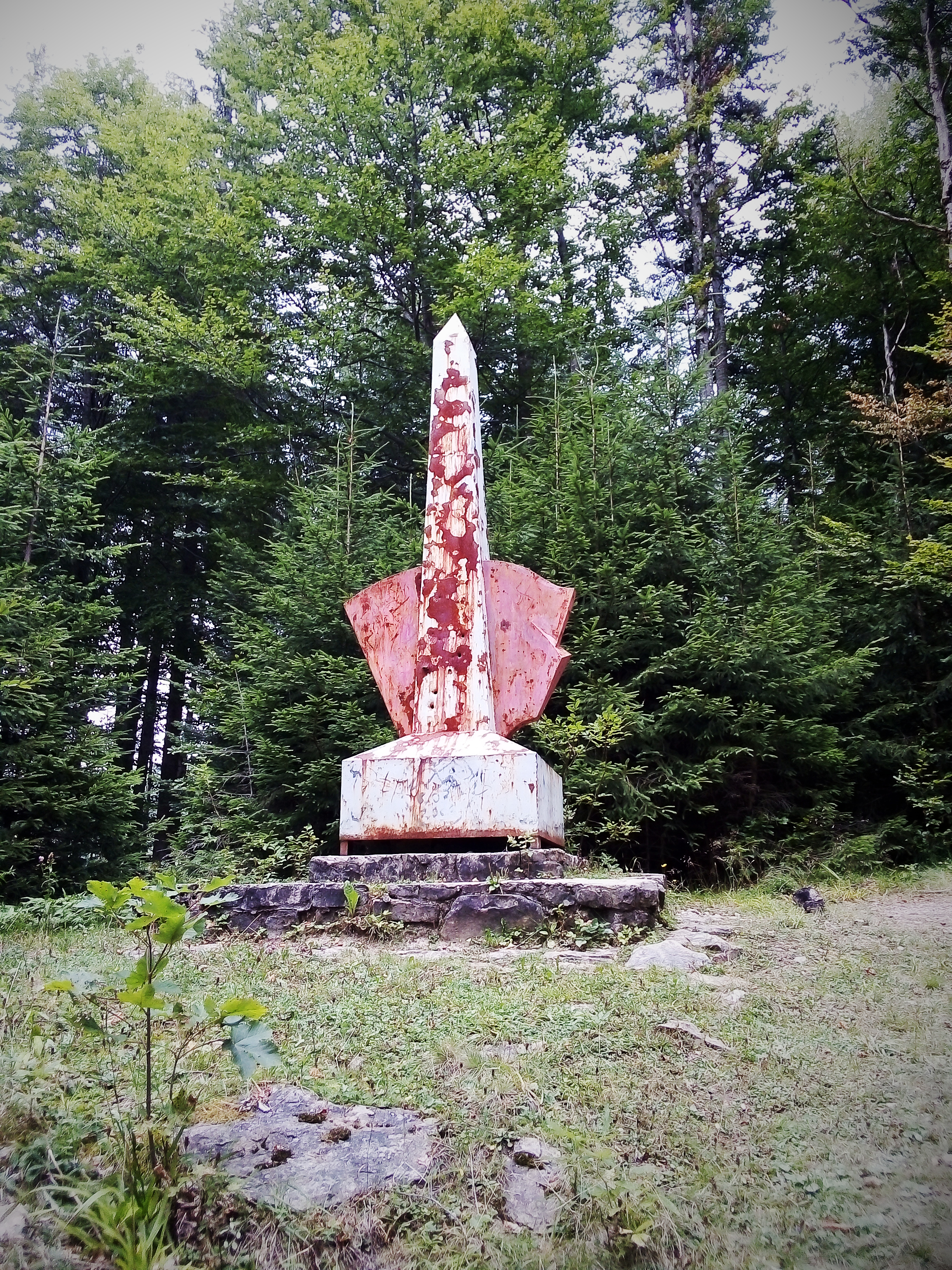
Стела часів комунізму

- Переслоп розташований на вододілі Зелениці (притока Бистриці Надвірнянської, басейн Дністра) і Жонки (притока Пруту, басейн Дунаю).
- Неподалік від перевалу розташований мальовничий водоспад Зелениця (відстань складає 1,3 км, гірською дорогою 2,4 км).
- Знаходиться стела часів комуністичної окупації